# Schulek János (lelkész)

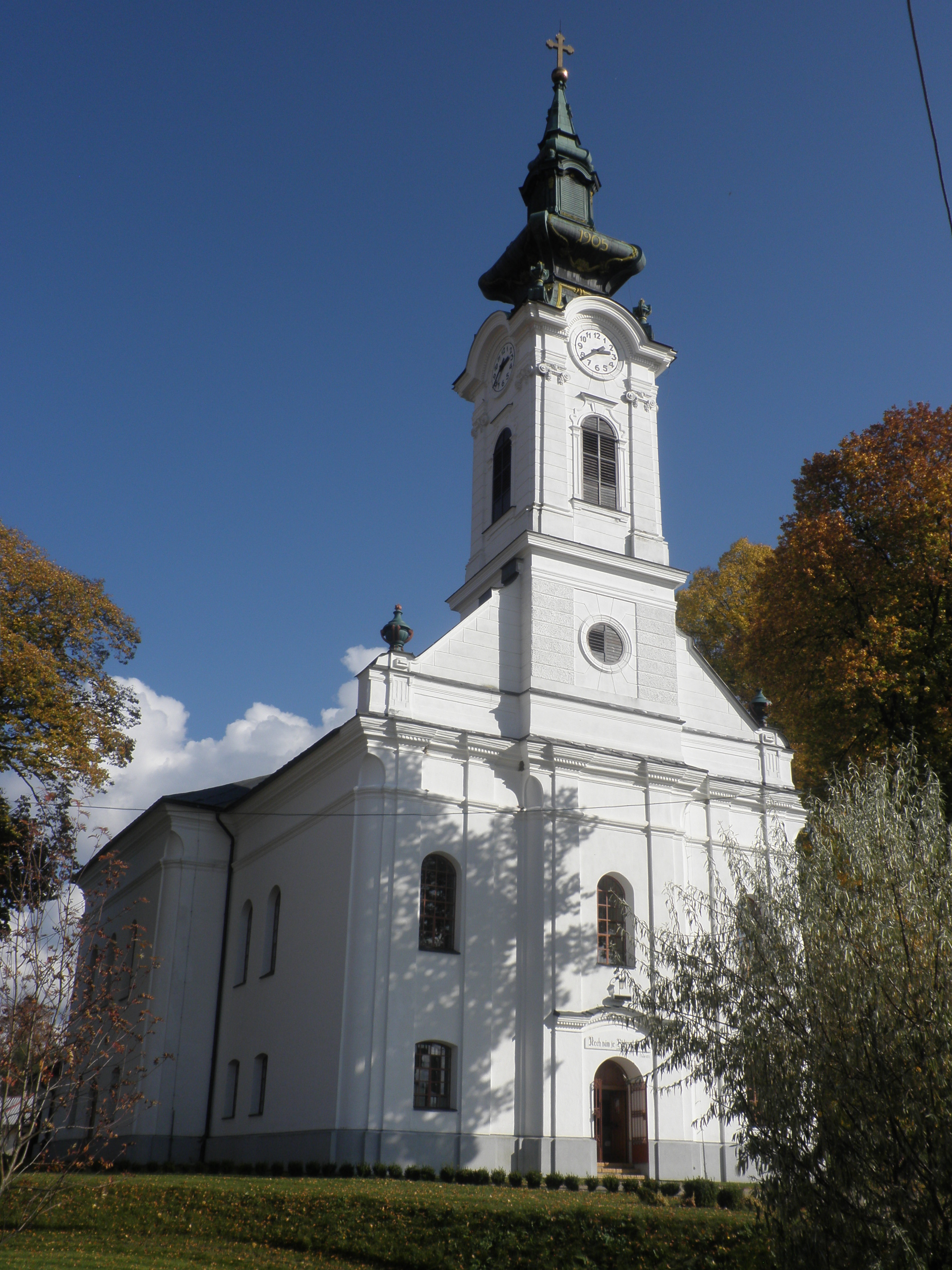
A Hibbei evangélikus templom. Itt volt rektor 1774-1837 és evangélikus lelkész 1798-1801 között.

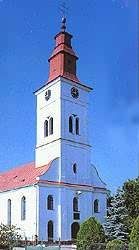
A Mosóci evangélikus templom, itt szolgált 1801-1805 között.

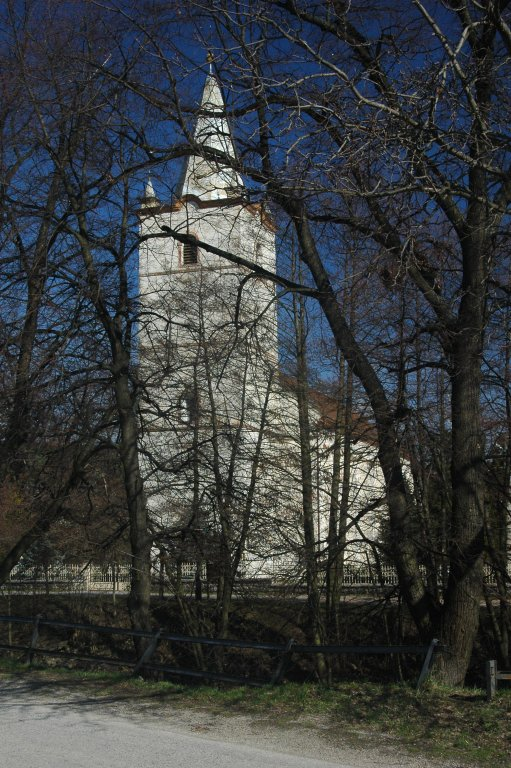
Az Ószombati evangélikus templom, itt szolgált 1811-1837 között

Schulek János (Rajec, 1774. június 29. – Szobotist, 1837. december 6.) evangélikus lelkész, rektor.

## Életpályája
Schulek János, ág. ev. lelkész, született 1774. június 29. Rajecen  ahol édesapja tanító volt; szüleivel Árvamegyébe költözött, azután nagybátyjához Schulek Mátyás nagypalugyai lelkészhez, majd másik nagybátyjához Schulek Jánoshoz Kun-Tapolczára költözött, kiknél tanulását kezdte, utóbbinál a magyar nyelvet is megtanulta. Betegeskedése után 1790. a debreczeni református kollégiumban, 1792, majd Késmárkon folytatta tanulmányait. 1798 őszén tanulmányai után először rektor volt Hibben majd 1801-től Mosócon volt tanító, majd  1805-től lelkész Prznón (ahol II. József magyar királytürelmi rendelete alapján alakultak új protestáns gyülekezetek). 1811-től haláláig Szobotiston szolgált. Mindkét felesége népi német volt: Weber Rozina, Margaréta (apja Weber Gottfried Antal tűkészítő mester, anyja Stentzei Judit) Késmárkról és Neumann Mária (apja Neumann Pál, aranyműves) Vágújhelyről. Szlovák nyelven 9 könyvet írt vallási és iskolai szükségletek kielégítésére.

## Fontosabb munkái
- Latinshá grammatika dobrému slowenské mládéze slowenskym gazykem (Latin nyelvtankönyv) Beszterczebánya, 1801
- Rozmlamvánj o Ohni. (Beszélgetés a tűzről) Beszterczebánya 1804
- První zacátkové uéeni krestanského evangelického (Első oktatás az evangélikus keresztény vallásban) Beszterczebánya. 1807 (2. kiadás Szakolca, 1815., 4. k. Szakolca. 1830. 5. k. Nagyszombat, 1810. Németre és magyarra is lefordították)
- Katechismus nábozenství krestansko evangelického pro vétsi mladez sepsany (A keresztény evangélikus vallás katekizmusa a fiatalok számára) Pozsony, 1817 (2. kiadás, Lemberg, 1835. 3. k. Nagyszombat, 1841)
- Kunst zwe zlato délati z mléka másla vyvésti a vübec bohatsim se státi (Aranycsinálás művészete, tejből és vajból meggazdagodni) Szakolca, 1833
- Nábozna premyslováni o utrpeni Jezíse Krista. (Elmélkedés Jézus Krisztus életéről) Szakolca. 1836
- Vodelékaf. (Vízgyógyász) Nagyszombat, 1838